# Comuna Kirove, Novhorod-Siverskîi
Kirove (în ucraineană Кірове) este o comună în raionul Novhorod-Siverskîi, regiunea Cernihiv, Ucraina, formată din satele Forostovîci, Kirove (reședința), Popove și Stahorșciîna.

## Demografie
Componența lingvistică a comunei Kirove
     Ucraineană (77,11%)
     Rusă (22,89%)
Conform recensământului din 2001, majoritatea populației comunei Kirove era vorbitoare de ucraineană (77,11%), existând în minoritate și vorbitori de rusă (22,89%).